# Bejczy Sándor
Bejczy Sándor (Körmend, 1920. november 23. – Budapest, 2004. január ) magyar politikus, országgyűlési képviselő (FKGP).

## Életpályája
A második világháború után, 1945 és 1951 között az FKGP egyik vezetője, főpénztárosa volt. Részt vett a párt újjászervezésében 1956-ban, ezért 1957-ben internálták. 
1960-ig a Betonútépítő Vállalat irodavezetőjeként, majd a Hídépítő Vállalat irodavezetőjeként, anyaggazdász csoportvezetőjeként dolgozott. A rendszerváltáskor az FKGP országos igazgatója és politikai bizottságának tagja lett. 
1990-ben a párt országos listáján szerzett országgyűlési képviselői mandátumot. 1990 és 1994 között volt az FKGP országgyűlési képviselője. Miután Torgyán Józsefet választották a párt elnökévé, Bejczy Sándor az ún. Kisgazda ’36-ok országgyűlési frakciójához csatlakozott és  az 1994-es országgyűlési választásokon már nem indult.